# Dżek Kulitow
Dżek Galiakparowicz Kulitow (ros. Джек Галиакпарович Кулитов, ur. 10 grudnia 1910 we wsi Nowaja Szulba w obwodzie semipałatyńskim, zm. 1996 w Szymkencie) – radziecki polityk, działacz partyjny.

## Życiorys
Od 1927 był kancelistą komitetu wykonawczego rady gminnej, później zastępcą przewodniczącego rady wiejskiej i kierownikiem rejonowego oddziału ubezpieczeń państwowych oraz kierownikiem czytelni i sekretarzem komitetu Komsomołu. W 1931 został przyjęty do WKP(b). Do 1932 studiował na Uniwersytecie Komunistycznym w Ałma-Acie, po czym został kierownikiem Wydziału Organizacyjnego Komitetu Miejskiego Komsomołu w Ałma-Acie, 1933–1936 służył w Armii Czerwonej. W latach 1936–1937 uczył się w Wyższej Komunistycznej Szkole Rolniczej i w 1937 został sekretarzem jej komitetu partyjnego, w 1938 pełnił funkcję jej rektora. W 1938 został III sekretarzem, następnie II sekretarzem Komitetu Miejskiego Komunistycznej Partii (bolszewików) Kazachstanu w Ałma-Acie, od 17 czerwca 1939 do 19 czerwca 1940 sekretarzem KC KP(b)K ds. propagandy i agitacji. Od 1940 do sierpnia 1943 był I sekretarzem Komitetu Obwodowego KP(b)K w Ałma-Acie, a od sierpnia 1943 do 1944 w Pawłodarze, 1945–1949 był II sekretarzem Komitetu Miejskiego KP(b)K w Ust-Kamienogorsku. W 1949 był II sekretarzem Komitetu Miejskiego KP(b)K w Szymkencie, 1949–1951 dyrektorem szkoły rolniczej w Sajramie, później pracował w szkole rolniczej w Szymkencie m.in. jako kierownik sekcji ds. przygotowywania przewodniczących kołchozów, a 1956–1957 nauczał w technikum rolniczym w Szymkencie. W latach 1958–1966 pracował w Komitecie Miejskim KPK w Szymkencie, 1967–1981 był ekonomistą Komitetu Wykonawczego Szymkenckiej Rady Obwodowej, w 1981 przeszedł na emeryturę. Był odznaczony Orderem Lenina (5 listopada 1940).